# Leinberger-Altar
Der Leinberger-Altar im Kastulusmünster von Moosburg ist ein Hochaltar des Landshuter Bildhauers Hans Leinberger aus den Jahren um 1508 bis 1514. Das in seiner heutigen Form erhaltene Fragment des Flügelretabels gilt als das Hauptwerk des Künstlers und zählt zu den bedeutendsten Altären der altbayerischen Kunstgeschichte am Übergang von Spätgotik und Renaissance. Die farbige Fassung stammt weitgehend aus dem 19. Jahrhundert, Attribute, kleine Figuren und andere Retabelteile wurden bei den Restaurierungen teils ergänzt, ersetzt und erweitert. Reliefs der um 1800 entfernten Schreinflügel mit Szenen aus dem Martyrium des heiligen Kastulus sind an der Chorwand neben dem Altar angebracht. Nach der Entnahme der Reliquien des Heiligen wurde der Altar 1602 neu geweiht.

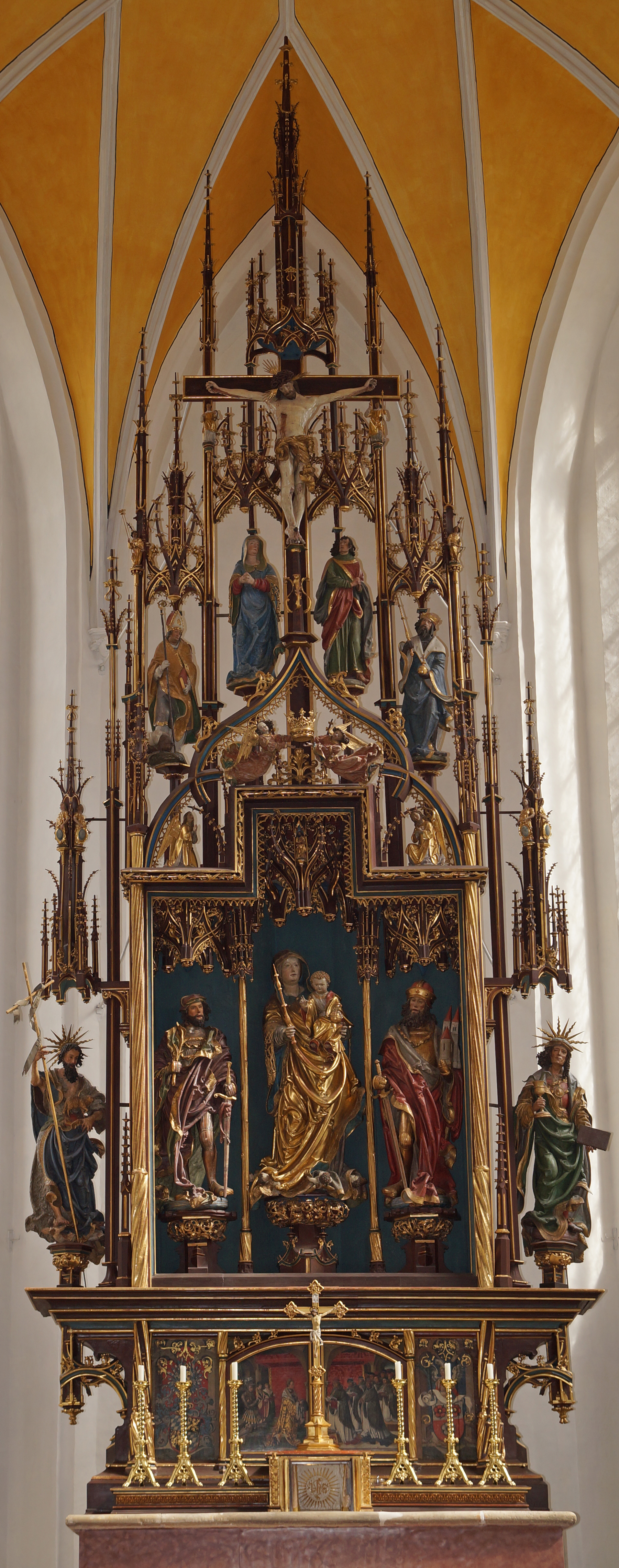
Leinberger-Altar

## Aufbau des Retabels
Das auf der 1937 ausgetauschten Mensa aus Ruhpoldinger Marmor aufsetzende Retabel besteht aus Predella, Schrein und Gesprenge. Es hat eine Höhe von knapp 13 Metern und ist 4,29 Meter breit. Die Gesamthöhe mit Mensa beträgt 14,40 Meter. Standort ist der spätgotische Chor des Münsters. Insgesamt sind 25 Figuren am Altar angebracht, davon zehn große, vier mittlere und elf kleinere Figuren. Aufgrund der späteren farbigen Fassung ist nicht nachweisbar, ob diese auch so fein ziselierend gefertigt wurden wie die Altartafeln. Sicher ist heute, dass das gesamte Retabel ursprünglich eine leimgebundene Bisterfassung hatte, die eine dünne, monochrome Fassungsschicht ermöglichte und somit die schnitzerischen Details sichtbar ließ. Zudem wurde ein einheitlich aussehendes Gesamtwerk erreicht, da die Figuren aus Linden- und der Schrein aus Fichtenholz bestehen.
Abgesehen von den Schreinwächtern folgt das spätgotische Retabel der Gliederung süddeutsch-alpenländischer Altaraufbauten. Der rechteckig gestufte Schrein ist eine aus den Niederlanden stammende und in Süddeutschland geläufige Gestaltungsweise. Der Altaraufbau wurde von Leinberger organisch aufs klarste gestaltet. Durch die in der Chorwand dahinter befindlichen vier Spitzbogenfenster mit ihren klaren Sechseckscheiben und das durchbrochene, ornamentale Gesprenge des Retabels wirkt der Hochaltar um den Schrein lichtdurchflutet. Die künstlerische Gestaltung lässt darauf schließen, dass Leinberger in sämtlichen Bereichen federführend und vorgebend war. Insbesondere an den Altarreliefs über die Leidensgeschichte des heiligen Kastulus wird Leinbergers Interesse an einer künstlerisch-fortschrittlichen Denkweise sichtbar. Gewohnte Gestaltungsmuster und die damit verbundenen Wünsche der Auftraggeber schränkten die freie Gestaltungsmöglichkeit der Künstler ein, doch bei den Reliefs konnte Leinberger dank fehlender Referenzkunstwerke eigene Vorstellungen verwirklichen. Besondere Aufmerksamkeit erwecken die Gewänder, Körper und Gesichter der Figuren, in der sich der von ihm verwendete und entwickelte bewegte Stil deutlich zeigt.

### Predella

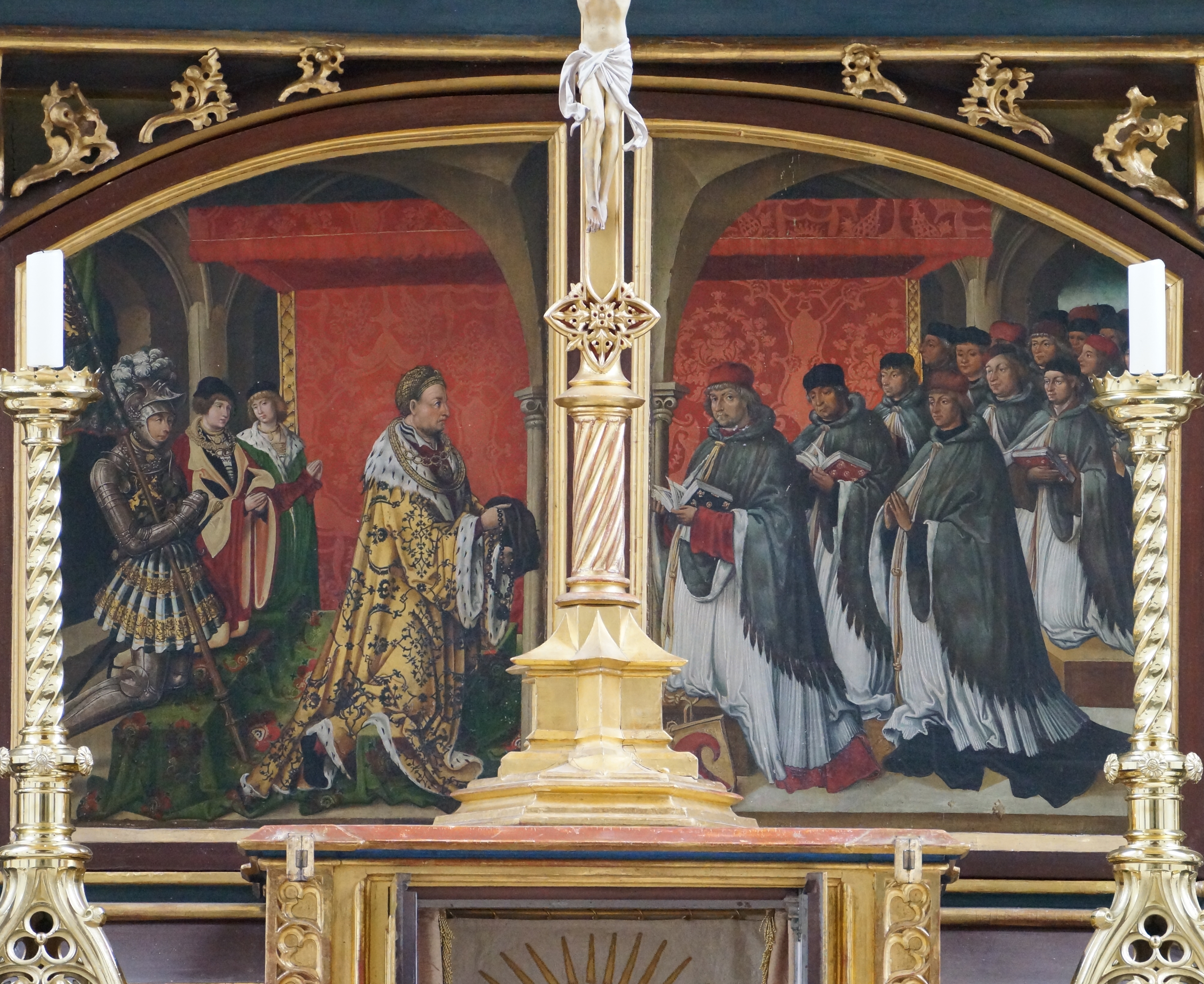
Flügeltüren der Predella mit den Stiftern

Die Oberflächen-Ausmaße der Predella betragen ohne das Gesims 440 × 82 Zentimeter.
Die fünf Bilder an der Vorder- und Rückseite der Predella wurden vom Landshuter Hofmaler Hans Wertinger 1515–16 ausgeführt. Auf der Vorderseite sind zwei Flügeltüren in Stichbogenform angebracht, hinter der sich eine Nische verbirgt. Auf diesen Türen sind die Stifter des Hochaltars in einer Gewölbearchitektur mit rotem Baldachin abgebildet. Rechts ist das Moosburger Stiftskapitel zu sehen. Vorne Probst Theoderich Mair in rotem Talar, Chorhemd und Chorpelzmantel, rotem Birett und einem Chorbuch. Unter ihm ist sein Wappen, ein roter Stulphut mit weißem Hermelin in goldenem Feld. Da Mair 1507 starb, dürfte er seinen Teilbetrag für den Altar per Testament gestiftet haben. Dahinter befinden sich der Dekan mit einem Chorbuch in der Hand und weitere 17 Chorherren, von denen bei elfen das Gesicht erkennbar ist. Auf dem linken Flügel kniet Herzog Wolfgang, der Vormund der hinter ihm befindlichen Prinzen. In seinen Händen sind ein fünfteiliger Rosenkranz und ein braunes Barett. Außen kniet Herzog Wilhelm IV. Das Banner der Landshuter Herzöge lehnt an seiner Schulter. Rechts von ihm sind Ludwig X. und Ernst. Auf den Seitenfeldern neben den Flügeln sind die Stifterwappen abgebildet, rechts das von Moosburg und links das der Landshuter Linie der Herzöge. Die Rückseite der Predella ziert das fünfte Bild von Hans Wertinger, die Kreuztragung Christi. Vor dem in der Bildmitte befindlichen Jesus Christus kniet Veronika mit dem Schweißtuch. Rechts stehen Maria und Johannes, und hinter ihnen hebt Simon von Zyrene den Kreuzbalken an.
Auf der Innenseite der Flügeltüren waren vermutlich Schnitzreliefs Leinbergers. Die erhaltene Hintergrundbemalung Wertingers deutet auf die Motive Die drei Marien am Grab und Pfingsten hin. Als Ersatz schnitzte Joseph Knabl 1862 die neugotischen Innenflügelreliefs Verkündigung und die Geburt Jesu. Er bezieht dabei Wertingers ursprünglich gemalte Landschaften und Himmelszonen mit ein.
Es handelte sich ursprünglich um eine Bildpredella, keine Reliquienpredella. Das zugehörige Relief ging jedoch verloren. Nach der Restaurierung im achtzehnten Jahrhundert wurde die Nische in der Predella nicht mehr genutzt. Erst seit 1862 befindet sich darin ein neugotischer Reliquienschrein mit den in der Tumba des Altars wiederentdeckten, 1604 in Moosburg verbliebenen Reliquien des heiligen Kastulus.

### Schrein

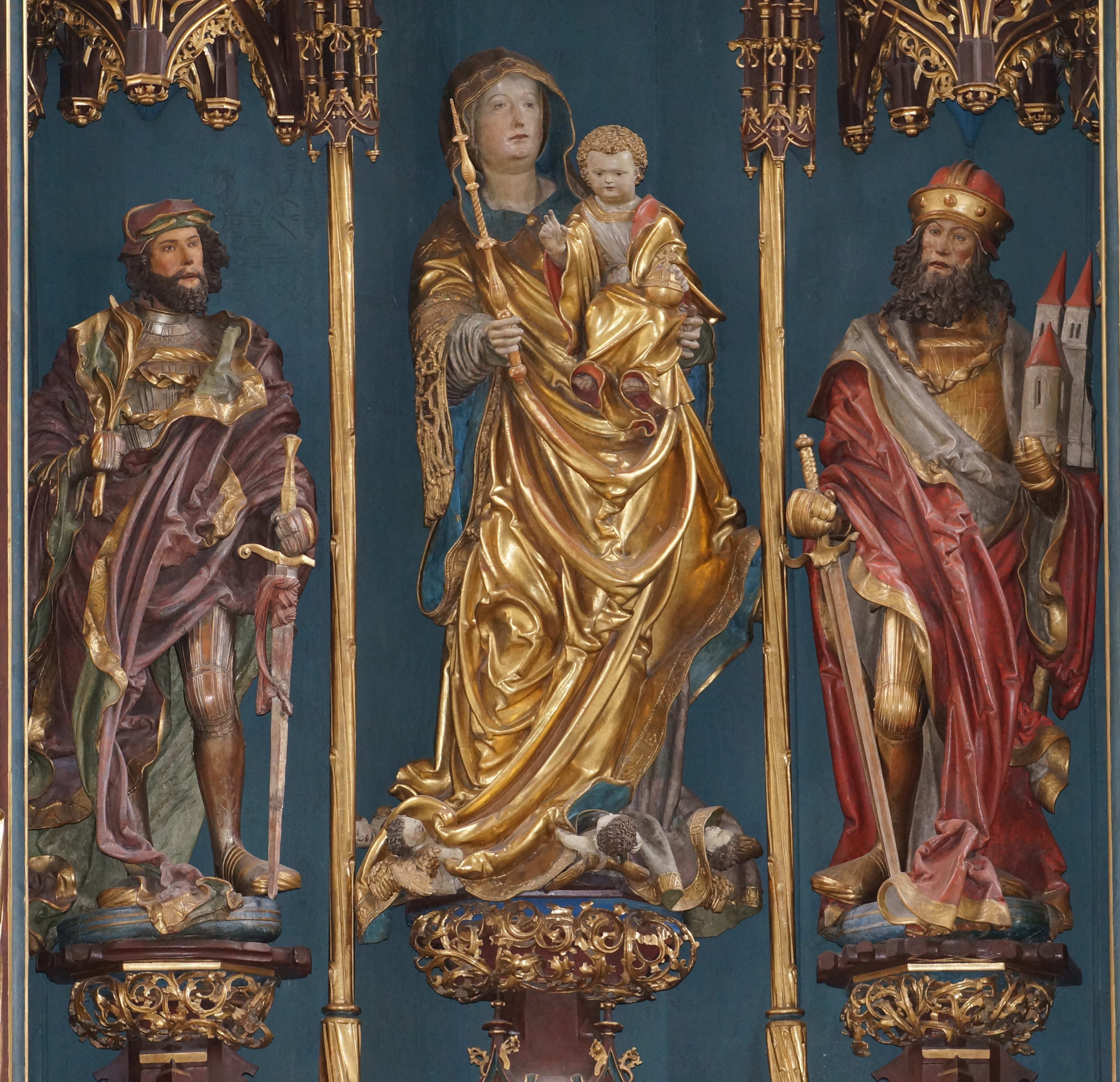
Schreinfiguren: Heiliger Kastulus, Maria mit Jesus, Kaiser Heinrich II.

Zwischen Predella und dem ornamentalen Gesprenge befindet sich der Schrein. Er ist durch zwei dünne, gedrehte Säulen mit hohen Basen und Fialenkapitell in drei Bereiche geteilt. Auf den von Säulen getragenen Konsolen stehen von links nach rechts die Figuren des hl. Kastulus, Jesus in den Armen Mariens und Kaiser Heinrich II., beschirmt von Fialenbaldachinen. Das Figurenprogramm von Altären ist nie willkürlich gewählt – diese vier Figuren tauchen bereits am Tympanon des romanischen Westportals auf.

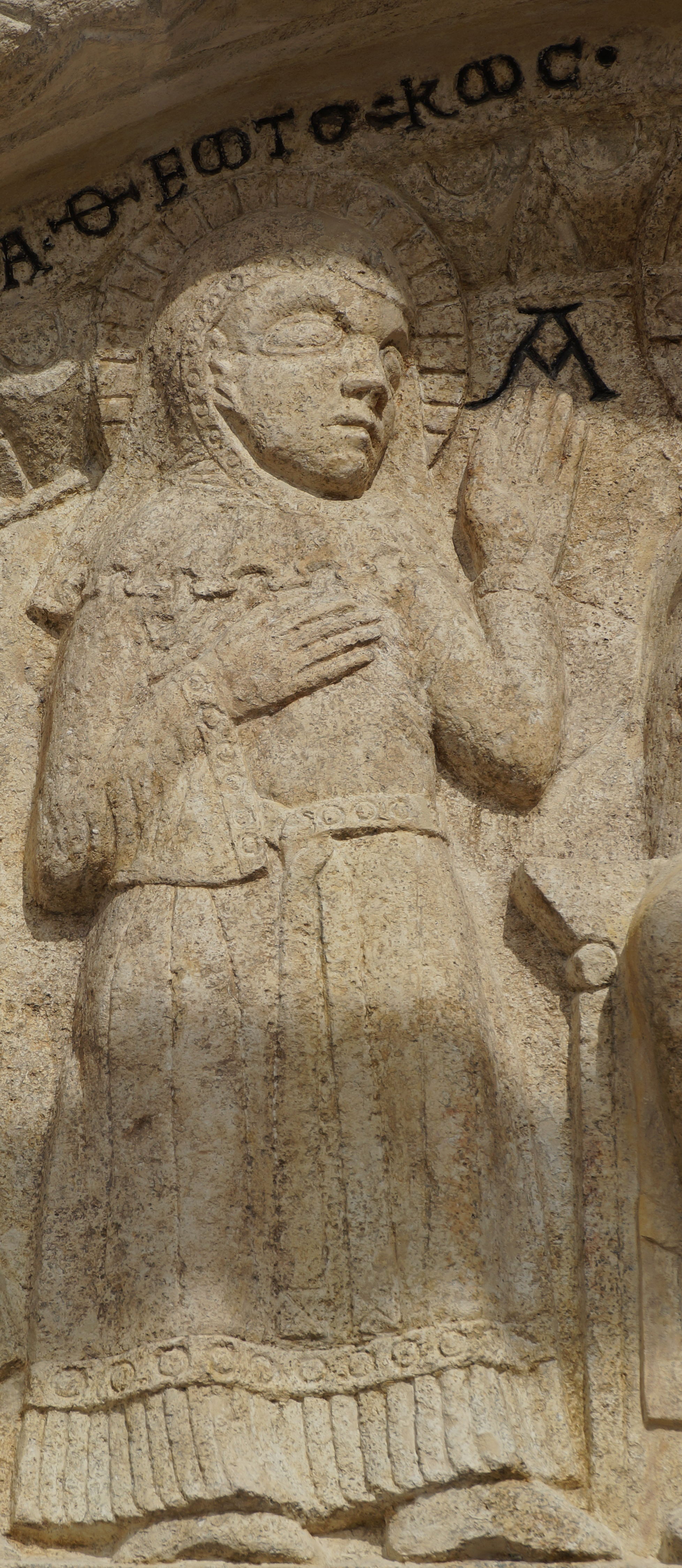
Theotokos am romanischen Westportal

Insbesondere die Figur der Madonna fasziniert die Forschung und regt sie zu zahlreichen Deutungsmöglichkeiten an. Das Marienrelief am vorgenannten Tympanon ist mit dem Schriftzug Theotokos betitelt, übersetzt Gottesgebärerin. An der Bordüre der Kapuze der Madonna am Altar steht MARIA GOTES GEBERERIN. Neben dem ausgeschriebenen Text zieren den Gewandsaum ihrer Pänula mehrere Majuskelbuchstabenfolgen, deren Inhalt heute nur noch vermutet werden kann. Sehr wahrscheinlich verbergen sich dahinter Abkürzungen für mariologische Sätze. Die Buchstaben HL am Ende einer Buchstabenfolge könnten auf Hans Leinberger hinweisen. Die Marienfigur wird von vier Engelchen getragen, die auf die vier Winde hinweisen dürften und damit Jesus als Herren des Kosmos kennzeichnen. Im achtzehnten Jahrhundert wurde ihr in die rechte Hand ein Zepter gegeben, während sie früher vermutlich dem Hodegetria-Schema folgend auf den in ihrem linken Arm sitzenden Jesus gezeigt haben dürfte. Nachweisbar ist die später vorgenommene Drehung der Figur, um die Köpfe von Jesus und Maria gleichwertig in Richtung Kirchenschiff sehen zu lassen, während ehedem Jesus als Mittelpunkt in das Kirchenschiff blickte. Leinberger zeigt an der Madonna eindrucksvoll seinen stark bewegten Faltenwurf der Gewänder. Das dabei verwendete, retrospektiv dem Weichen Stil entlehnte Y-Faltenmotiv von Marias Gewand setzt den etwa zwei- bis dreijährigen Jesus in die Mitte und präsentiert ihn förmlich. Er hebt die rechte Hand zur lateinischen Segensgeste und legt die linke Hand auf eine Weltkugel. Sein mandorlaförmiger Umriss gibt der dadurch einer Monstranz ähnelnden Gesamtfigur einen eucharistischen Kontext, wie er bei Clipeus-Madonnen zu finden ist. Dieser Stilrichtung ist auch die isolierte Sitzhaltung eigen. Nach Georg Lill hat die Muttergottesfigur das römische Gnadenbild von Santa Maria del Popolo als Vorbild. Wahrscheinlich verkörpert die Madonna zudem Ecclesia, also die Kirche. Angezeigt wird dies anhand des einer Kirche nachempfundene Schreininneren (dreischiffige Gliederung, Gewölbebaldachine) und den männlichen, bewaffneten Assistenten. Um genügend Platz für die 63 Zentimeter tiefe Figur im Schrein zu bekommen, hat die Schreinrückseite eine polygonale Aussparung. Für die spätere Drehung der Figur musste der linke der vier Saumengel an der Rückseite beschnitten werden. Ungewöhnlich ist die Rückenlage der Engel. Die Madonna überragt die beiden anderen Schreinfiguren um dreißig Zentimeter. Das verwendete Y-Faltenmotiv des Mantels taucht auch bei den beiden Schreinwächtern auf.
Die Figur des heiligen Kastulus hält in der linken Hand ein von einer Binde umschlungenes Schwert und in der rechten Hand die Märtyrerpalme. Auf den Borten wiederholen sich fortlaufend die Worte IHS MARIA. Kaiser Heinrich II. ist als alter bedächtiger Mann in einer Maximiliansprunkrüstung dargestellt. Als Attribute hält er in seiner rechten Hand ein Schwert, in der linken ein Modell des Bamberger Doms. Es wird vermutet, dass er statt des Schwerts bis 1782 ein Zepter in der Hand hatte. Die beiden Figuren stehen für die Reliquien und die Stiftsgründung. In Körperhaltung, Faltenstil und Kleidung beziehen sie sich aufeinander.
Der Schrein beherbergt noch drei kleinere Figuren. Im Baldachin über der Madonna ist Jakobus der Ältere dargestellt. Für den Betrachter verborgen sind neben den Köpfen von Kastulus und Heinrich II. an den Schreinwangen die originale Figur Paulus und ein 1782 entstandener Petrus angebracht.

#### Schreinwächter

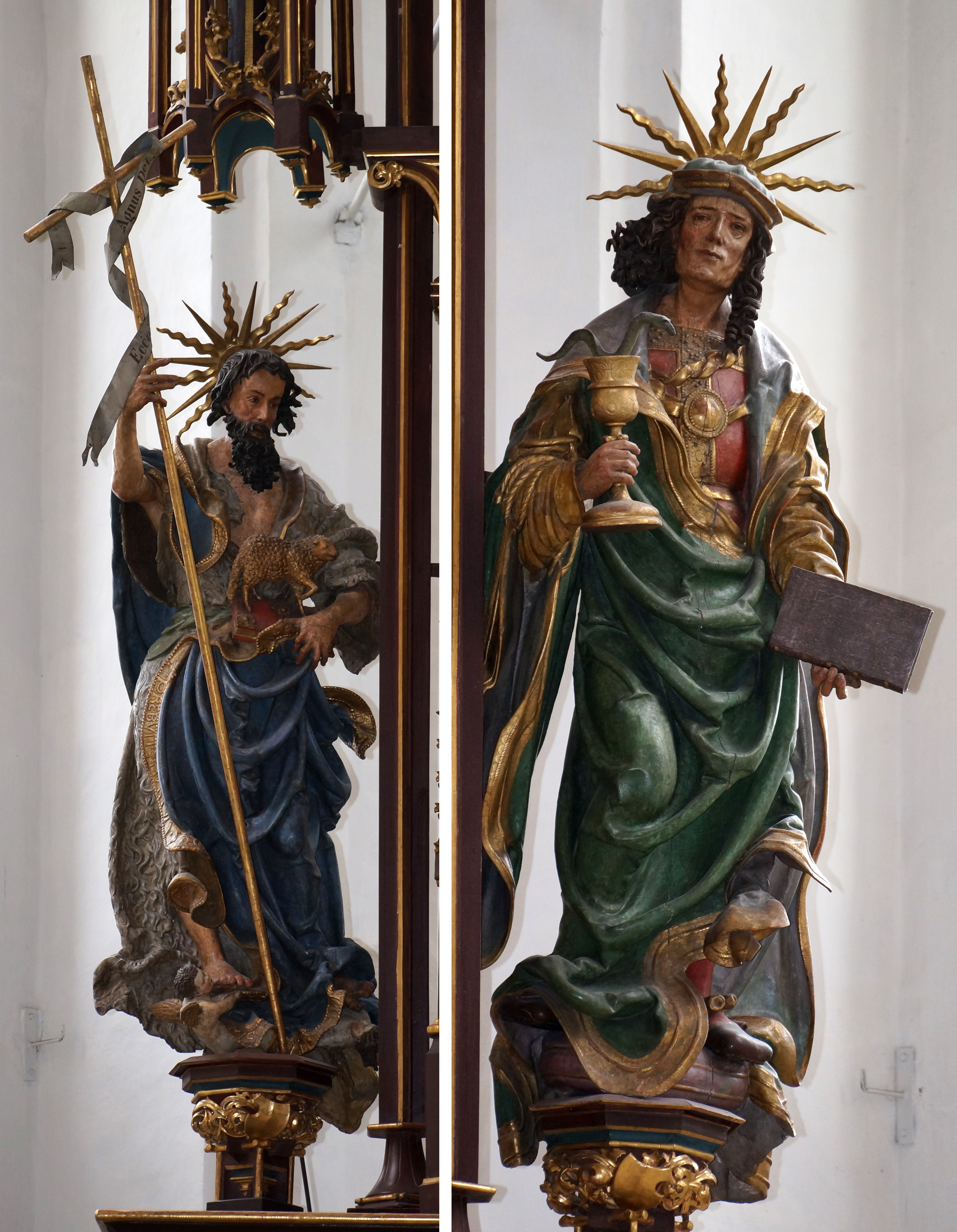
Johannes der Täufer und Johannes Evangelist

An den Außenseiten des Corpus stehen als nichtritterliche Schreinwächter Johannes der Täufer und Johannes Evangelist. Da in Süddeutschland eher unbewegliche, bemalte Standflügel neben dem Schrein angebracht wurden, ist diese Gestaltungsweise ungewöhnlich. Im Gegensatz zu den Schreinfiguren sind die beiden Figuren auch an der Rückseite bearbeitet. Ihre Körperhaltung ist symmetrisch aufeinander abgestimmt.
Der 1,60 Meter große Johannes Baptist ist mit Kreuzesfahne, Buch und Lamm dargestellt, und wird von zwei Engelchen getragen. Am Gewandsaum steht Prebuit hyrtum tegimen camelus artubus sacris („Rauhe Kleidung liefert das Kamel den heiligen Gliedern.“). Das Lamm wird dabei von U-Falten eingerahmt. Lamm und Buch beziehen sich auf zwei Predigten von Johannes dem Täufer, in denen er das Kommen des Opferlamms ankündigt und auf die Erfüllung des Alten Testaments hinweist.
Der Figur des rechten Schreinwächters wurden im achtzehnten Jahrhundert die Attribute Buch und Kelch in die Hand gegeben, was für eine Umdeutung zum Evangelisten Johannes spricht. Es gibt unterschiedliche Interpretationen, welchen Heiligen die Figur ursprünglich darstellte. Als wahrscheinlichste Variante wird der heilige Sebastian mit Pfeilbündeln in den Händen genannt. Weitere Theorien nennen Johannes von Rom mit den Attributen Speer und Schlüsselbund sowie den heiligen Vitus.

### Gesprenge

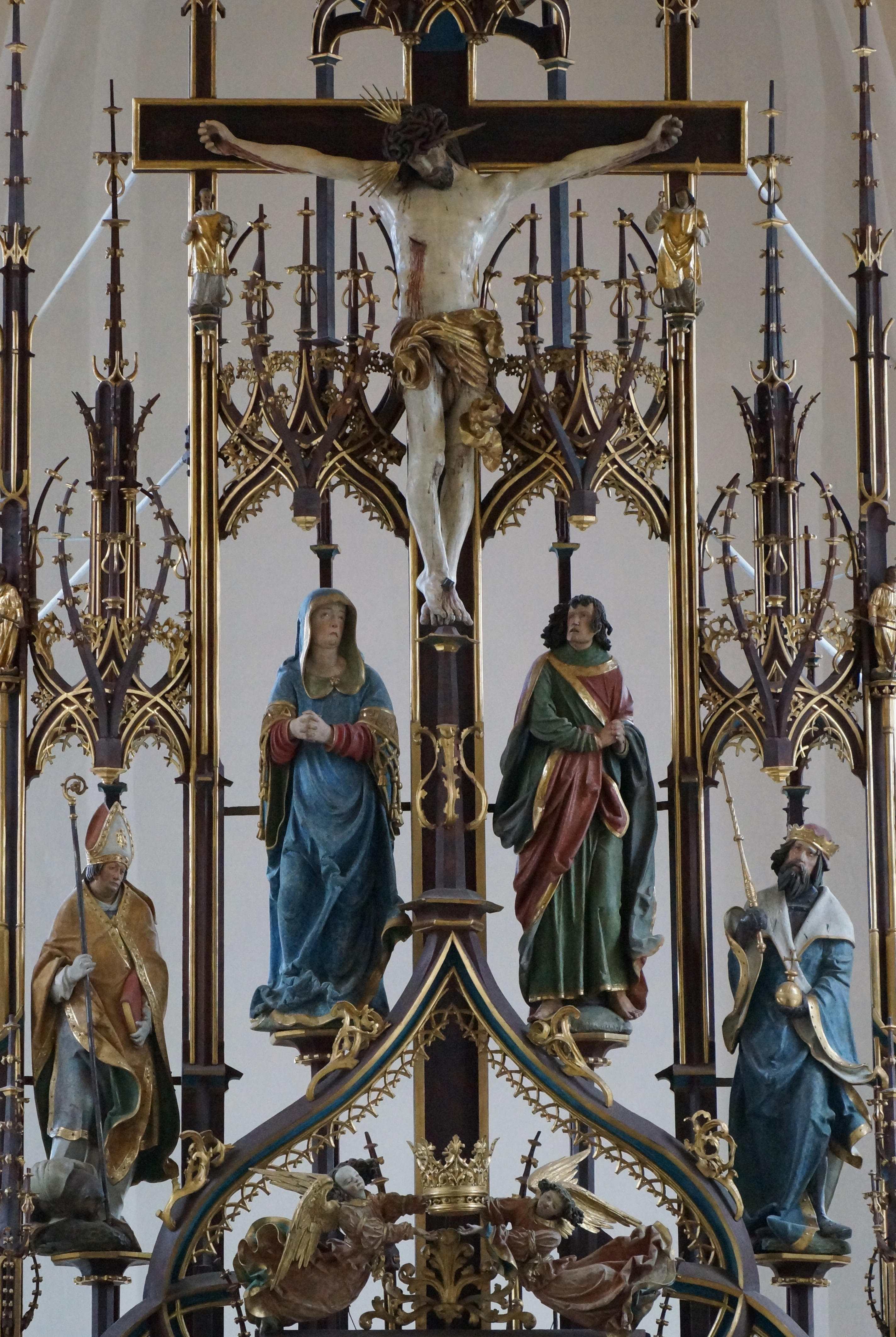
Kreuzigungsgruppe

Über dem Schrein ist in den zwei Mittelfeldern des Auszuges eine knapp unterlebensgroße Kreuzigungsgruppe. Maria und Johannes wenden sich Christus am Kreuz zu. Es ist Leinbergers erste bekannte Darstellung des Gekreuzigten, deren Grundstil er bei seinen späteren Werken beibehalten hat. Gesäumt ist die Kreuzigungsgruppe von vier Engelchen, die die Leidenswerkzeuge Zange und Nagel, Lanze und Geißel, Ysopstab und Hammer sowie die Dornenkrone halten.
Etwas tiefer sind links und rechts davon die Diözesanheiligen Korbinian mit Bischofsstab, Mitra und dem Bären zu seinen Füßen, und auf der Gegenseite König Sigismund mit Krone, Zepter und Reichsapfel.
Die zwei über Kastulus und Kaiser Heinrich auf dem Schrein knienden Anbetungsengel sind aus dem neunzehnten Jahrhundert. Auch die Krone der beiden schwebenden, originalen Engel über der Marienstatue ist aus dieser Zeit. Sie ersetzte eine barocke und daher ebenfalls nicht originale Krone. Ursprünglich könnten die schwebenden Engel einen Wandteppich, eine Schriftrolle oder ähnliches in den Händen gehalten haben.

## Altarflügel
An dem Drehstabretabel waren zwei Altarflügel angebracht, die im geschlossenen Zustand stumpfwinklig aufeinander gestoßen sind. In den 1850er Jahren wird erstmals nachweislich die Entfernung derselben erwähnt. Ein genauer Zeitpunkt dafür ist nicht bekannt. Diese Flügel waren an den drehbaren Säulen der Schreinflanken angebracht, die in Drehpfannen auf der Predella befestigt sind. Die an den Flügeln angebrachten Kastulus-Reliefs hängen heute links und rechts des Altars an der Wand. An den Flügeln könnten auch vier Hans Leinberger zugeschriebene Marien-Tafeln gehangen haben, die sich heute im Besitz der Museen der Stadt Landshut befinden. Durch die Entfernung der Flügel lassen sich nun die Schrein- und Assistenzfiguren gleichzeitig sehen.

### Kastulus-Reliefs

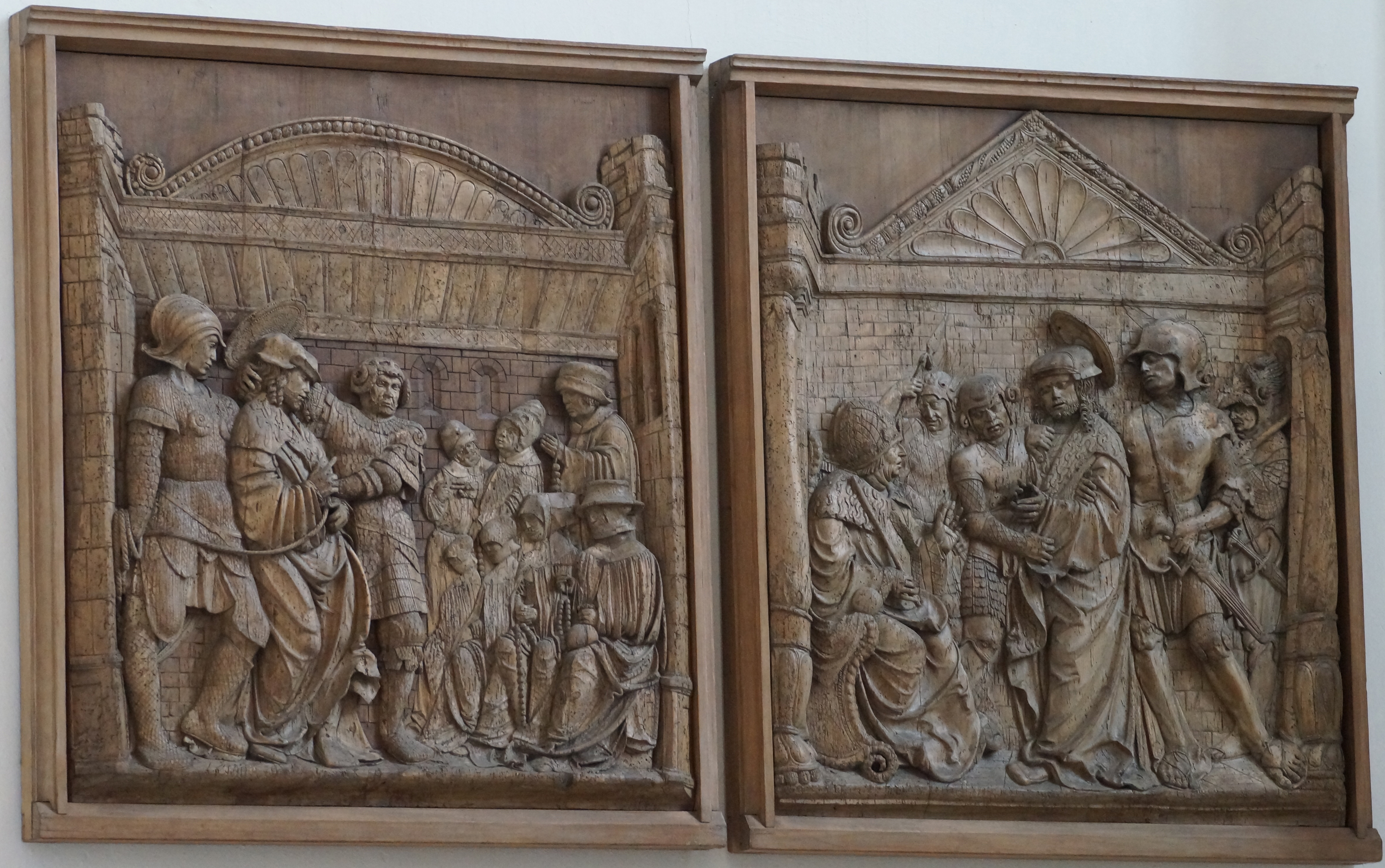
Kastulus-Reliefs: Festnahme und Verhör

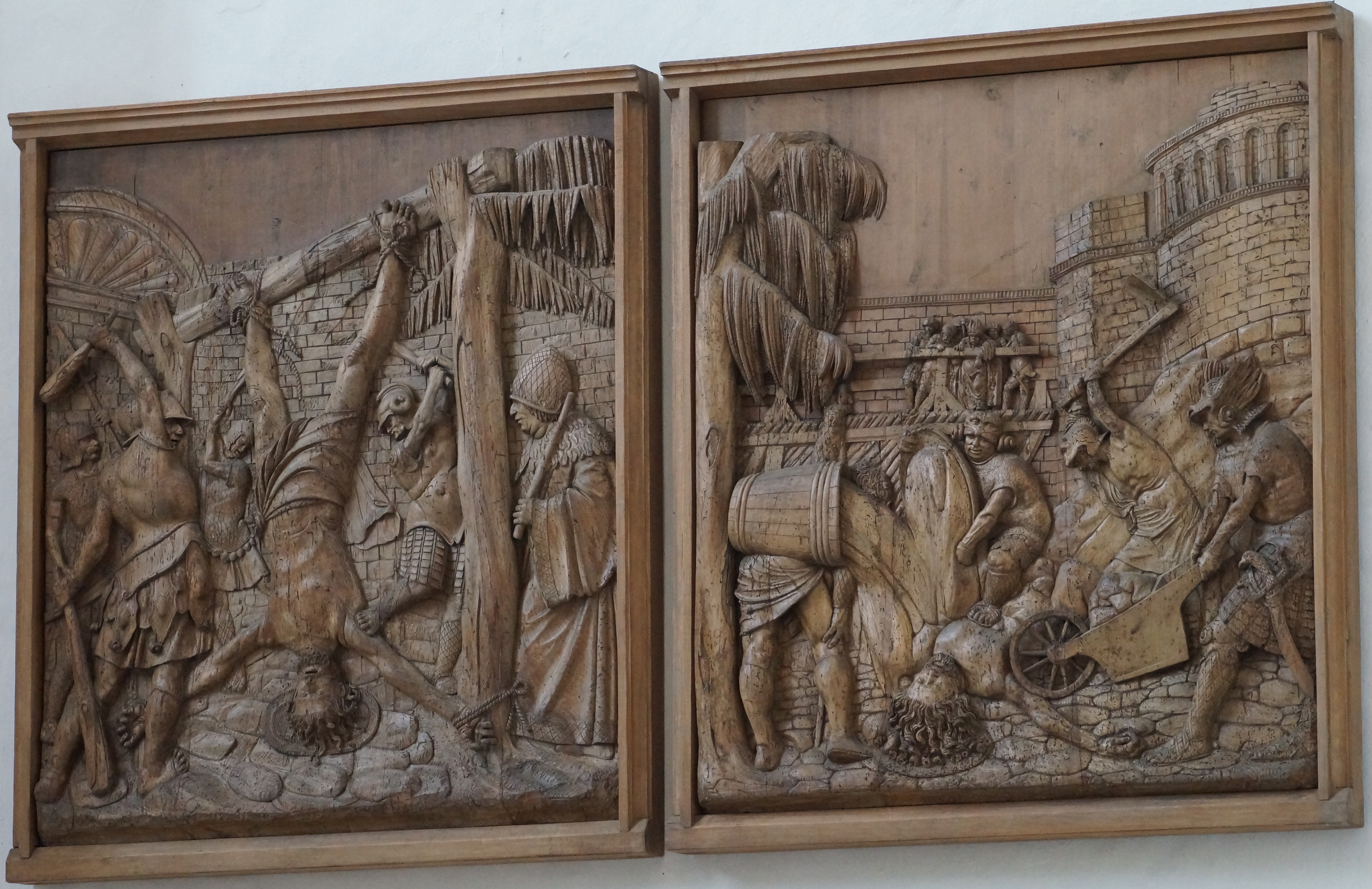
Kastulus-Reliefs: Marterung und Begrabung

Die Reliefs mit Szenen aus dem Leben des heiligen Kastulus waren entweder an der Innen- oder an der Außenseite der Schwenkflügel des Altars befestigt. Ursprünglich vermutlich auch mit einer Bisterfassung versehen, wurden sie 1782 weiß gestrichen. Nach der Abnahme waren sie zuerst mitsamt den Flügeln an der Chorwand angebracht und wurden später in der oberen Sakristei gelagert. 1898 wurden sie farbig übermalt, gerahmt und wieder an der Chorwand aufgehängt. Die Holzsichtigkeit wurde durch die Ablaugung der Reliefs in den Jahren 1937 bis 1939 erreicht. Diese Holzsichtigkeit als ursprünglichen Zustand für das ganze Retabel vermutete ein überwiegender Teil der Forscher bis zur Entdeckung der Bisterfassung bei der Restaurierung 2002–2011.
Durch die Entfernung der Farben wurde die ziselierende Bearbeitung der Reliefs wieder sichtbar. Alle Formen und Flächen sind bis ins Detail ausgearbeitet. Wie 1937/38 festgestellt wurde, waren die Pupillen und die Lippen mit schwarzer beziehungsweise roter Farbe direkt auf das Holz aufgemalt. Üblich war in der Landshuter Schule die Darstellung mit einer irrealen Umgebung oder einer vorgetäuschten Flachbühne. Leinberger dagegen versucht sich an einem weitspannenden Raumausschnitt, baut als Hintergrund eine antikisch-renaissancemäßige Architektur ein, kleidet die Soldaten in römisch wirkende Rüstungen, sowie Kastulus und die Predigtzuhörer in modische Tracht.
Das erste Relief zeigt die Verhaftung des predigenden Kastulus, der als Speisenmeister für Kaiser Diokletian tätig ist. Im Moment der Festnahme durch zwei Soldaten predigt er gerade in seinem Gemach. Die Zuhörer seiner Predigt, vier Frauen und drei Männer mit Rosenkränzen, sind im Bild rechts dargestellt. Im zweiten Relief ist das Verhör des von vier Soldaten umgebenen Kastulus vor Kaiser Diokletian dargestellt. Der Herrscher verlangt vom Gefangenen, dem Jupiter zu opfern, was dieser verweigert. Auf dem dritten Relief ist die Marterung des Kastulus zu sehen, der mit den Füßen an einem Querbalken aufgehängt von drei Soldaten mit Bleikeulen geschlagen wird. Ein vierter Soldat und – versteckt hinter einem Baum – Kaiser Diokletian sehen dabei zu. Im vierten Relief wird Kastulus lebendig begraben. Zwei Soldaten schütten Sand auf ihn, während ihn zwei weitere weiterhin misshandeln. Von einem Balkon aus beobachtet der Kaiser, umgeben von fünf Personen, die Situation.

### Marien-Reliefs
Lill vermutete Marienreliefs an der Außenseite der Flügel. Nach Weber waren möglicherweise die vier Leinberger zugeordneten Marien-Reliefs aus dem Hohenwarter Zyklus an der Flügelinnenseite angebracht. Das erste Relief zeigt die Verkündigung mit Maria am Betpult und dem Verkündigungsengel. Im zweiten Relief wird die Geburt Jesu dargestellt. Maria und Josef sind dem Neugeborenen zugewendet, im Hintergrund sind zwei Hirten, durch ein Fenster blicken Ochse und Esel. Das dritte Relief von der Auferstehung zeigt Christus aus dem Sarkophag steigen. Zwei von drei Soldaten schlafen. Im vierten Relief ist die Himmelfahrt Christi dargestellt, umgeben von Maria und den Aposteln. Im Vergleich zu den Kastulusrefliefs zeigen sich noch perspektivische Schwächen, die auf eine frühere Datierung der Schnitzereien schließen lassen. Die Marienreliefs haben eine – vermutlich mehrschichtige – Fassung. Feinere Schnitzdetails sind daher nicht erkennbar.

## Restaurierungen
1604 wurden erste Reparaturen am Altar durchgeführt.
1782 wurde der Altar umfassend restauriert und umgestaltet, da er „ungefaßt und ganz zermodert“ war. Das Konzept dürfte von Christian Jorhan dem Älteren erarbeitet worden sein. Er ließ von Anton Mayrhofer für 800 Gulden den Altar polierweiß und gold anstreichen. Die Figuren versah er mit Gewandbordüren im Rokokostil, deutete eine Figur in Johannes Evangelist um und entfernte die Schwenkflügel. An den Arbeiten waren drei Schreiner beteiligt.
1862 erfolgte ein weiterer tiefer Eingriff. Das Holz des Retabels wurde hellgrau gestrichen, die Figuren farbig im Nazarenerstil bemalt und die Gewänder mit aufwendigen Goldornamenten versehen.
1937–39 wurde bei einer weiteren Restaurierung durch die Werkstätten des Landesamtes für Denkmalpflege versucht, die zuletzt geschehene historisierende Neufassung etwas abzumildern. Die Ornamente wurden entfernt, die Figuren ansonsten aber in der Farbgebung weitgehend belassen. Die Retabelarchitektur wurde rotbraun gestrichen und die Kastulusreliefs abgelaugt.
1970–71 wurden die Figuren wegen starken Holzwurmbefalls behandelt und das Retabel gereinigt.
2002–2011 erfolgten die bislang letzten Restaurierungsmaßnahmen. Ziel war der Erhalt der Sichtfassung der Figuren in der Redaktion von 1937–39 und eine Neufassung der Retabelarchitektur. Dabei konnte die ursprüngliche Bisterfassung nachgewiesen werden.